# Salir el amor del mundo
Salir el amor del mundo es una zarzuela en dos actos con música de Sebastián Durón y libreto de José de Cañizares. Se estrenó en el año 1696 en Madrid.

## Historia
Es problemático determinar la fecha exacta de la representación de Salir el amor del mundo, porque no se han localizado suficientes datos que permitan fijarla con certeza. Hemos de guiarnos por hipótesis hasta tanto no aparezcan los datos concretos relativos a su estreno. Por otra parte, al no disponer de la Loa completa, no contamos tampoco con toda la información que en ella vendría relacionada con el motivo de la representación.
Posiblemente la obra se estrenó el 6 de noviembre de 1696 para celebrar la mejoría y el cumpleaños de Carlos II y dar además por terminado el luto oficial por la muerte de Mariana de Austria, en lo que a representaciones teatrales se refiere. Lo más viable es que hubiera sido representada en algún jardín de palacio.
Sebastián Durón fue el primer compositor con el que colaboró José de Cañizares, el cual tenía extraordinarios conocimientos de los procedimientos dramático-musicales propios del siglo XVII, exornados con las nuevas experiencias del teatro musical italiano. Sebastián Durón ejercería una notable influencia sobre Cañizares. Suya es la música de tres zarzuelas, Salir el Amor del Mundo, Las nuevas armas de Amor y El imposible mayor en Amor le vence Amor.
Las obras manuscritas que se han conservado de Sebastián Durón no tienen todas las partes. En sus obras se observa una paulatina influencia de la forma de hacer de los italianos.
Salir el amor del mundo rara vez se representa en la actualidad; en las estadísticas de Operabase aparece con sólo una representación en el período 2005-2010, siendo la primera y única de Durón.

## El libreto
El manuscrito conteniendo el texto literario completo, estaba independiente de la partitura musical. Por semejanzas del título, la zarzuela Salir el Amor del Mundo, de José de Cañizares, representada muy probablemente en 1696, ha sido reiteradamente confundida con Venir el Amor al Mundo, obra de Melchor Fernández de León, representada en 1680.
Argumento
El argumento son las peripecias desarrolladas en la captura del Amor hasta conseguir encerrarlo en una gruta.
No es fácil encontrar a lo largo del texto alusiones políticas, ni establecer un criterio moralizante en este argumento. Más bien parece tratarse de una Fiesta palaciega de argumento intranscendente a la vez que atractivo y en el que predomina lo musical sobre o visual, aunque es cierto que refleja un mundo irreal muy alejado de la España de finales del siglo XVII.
Primera jornada
Comienza con la intromisión de Cupido en los bosques de Diana. Esta le descubre y ordena a sus Ninfas, Zinna, Yrene y Lesbia que le capturen, y para amedrentarle, canta Diana y la Música ¡Muera Cupido! Ante esta persecución, la Ignorancia (el Momo Gracioso) que acompaña a Cupido sugiere a este que huyan, a lo que responde Cupido que es deseado por la propia Diana y que ha de herir “en lo altivo”, refiriéndose a Diana, que en juego de palabras, se asocia con Doña Ana. Por dos veces más se canta ¡Muera Cupido! Y Diana insiste a sus Ninfas para que perseveren en la persecución. Comprendiendo la dificultad de la empresa ante las astucias del Amor, llama en su ayuda a los dioses Apolo, Marte y Júpiter, dedicando a cada uno de ellos una invocación cantada y obteniendo la respuesta del Olimpo en forma de música a cuatro. Al oír la respuesta favorable a su petición, Diana pide que bajen en su ayuda, descendiendo éstos en nubes mientras la música repite las respuestas anteriores. Una vez en el Mundo, los tres dioses cantan preguntando a Diana qué quiere de ellos. Esta, en un largo parlamento, les pide ayuda para echar al Amor del Mundo, convenciéndoles con sutiles argumentos. Finalizado el parlamento de Diana, responden los tres dioses cantando, exponiendo que la persuasión de Diana les ha convencido. Sigue un diálogo entre los cuatro en el que cada uno de ellos explica sus amenazas y cantan juntos para asustar al Amor.
En la siguiente escena el Momo repite los últimos versos de los cuatro, lamentando después su poca suerte al servicio del Amor ante lo que se avecina. Se oyen ruidos de instrumentos pastoriles y voces que gritan vivas al Amor, y el Momo, contento, invita a bailar a los zagales que han entrado en escena, comenzando un hermoso baile cantado delante del Amor en el que dicen que este siempre vence aunque huya.
Interviene el Amor en un parlamento en el que pide a los zagales y al Momo que le dejen solo con sus astucias, enfadándose el Momo porque también a él le pide el Amor que se vaya. Todos se van cantando y danzando el mismo baile y cuando el Amor se ha quedado solo, canta la más hermosa aria de toda la obra, expresando su dolor y tratando de darse ánimos. En un recitado cuenta su cansancio y su deseo de dormir en un lugar del bosque que cree seguro; se recuesta en un peñasco y, cantando de nuevo el aria del principio, comienza a quedarse dormido. Sale Morfeo de una gruta y toca al Amor con un caduceo al mismo tiempo que canta para que se duerma. Se queda dormido el Amor. Entonces, aparecen, “como acechando” Diana, Apolo, Marte y Júpiter, descubriendo al Amor dormido y entablan un diálogo en el que deliberan qué harán con él, decidiendo finalmente romperle las flechas. Le van quitando y rompiendo las flechas, al mismo tiempo que dialogan entre ellos cantando.
Suena la caja y el clarín y se despierta el Amor asustado. Diana y los dioses se han escondido y el Amor canta un recitado en el que, al ver las flechas rotas, expone su miedo y su sospecha de que le han sorprendido mientras dormía. Suena de nuevo la caja y el clarín y el Amor no sabe a dónde huir, arrepintiéndose de haber entrado en los jardines de Diana. Cuando va a salir, aparecen Júpiter y los demás que lo detienen, cantando, estableciéndose un diálogo cantado entre los cuatro en el que amenazan al Amor, desarmado, y en el que este pide que le dejen huir. Diana, ante las súplicas del Amor, que son “veneno de su oído”, ordena a este que huya. El Amor huye pero prometiendo vengarse de la afrenta, y Diana y los dioses cantan a cuatro voces obligándole a huir y llamándole cobarde, a lo que responde el Amor que mienten, porque ni “huyen ni temen ni agravian las flechas de Amor”, y contestan los cuatro que huya su quiere librarse de ellos, con lo que da fin a la primera jornada.
Segunda jornada
Comienza con la intervención de la Música y el ruido de unos martillos en una fragua. Están haciendo una flecha para el Amor, desarmado en la afrenta de Diana. El amor oye el ruido de los martillos y las voces y se pregunta, cantando, qué será ese ruido a la vez atractivo y peligroso. El Momo y los Zagales ven al Amor y se acercan a él, habiendo cantado antes una parte de la música inicial. Le explica que, al verle desarmado, le han construido una flecha para que dé “a Doña Ana un saetazo”, flecha que tiene el valor de muchas, pues ha sido forjada con celos, con mudanzas, con olvidos y con ausencias. El Amor la coge y va a vengar su ofensa, no sin antes escuchar las recomendaciones del Momo. Se oyen dentro las voces de Diana y las Ninfas que están cazando y el Momo insta al Amor a que vaya a vengarse, “pues ya está Doña Ana en el bosque”. Se va el Amor, y el Momo con las Zagalas, ante el temor de que se descubra su ayuda al Amor, se van confundiéndose con el ruido de la caza.
Entran en escena Diana con sus Ninfas, cazando, y Diana propone entrar en lo intrincado de la selva, a lo que una Ninfa dice que hace mal, pues el Amor, aunque desarmado, está en el bosque y “sus traidoras asechanzas en carcaj mental aun tienen saetas imaginarias”. Responde Diana segura de su fuerza, mientras es espiada por el Amor que habla consigo mismo dándose ánimos para no desaprovechar su flecha. Diana insta a sus Ninfas a que la sigan y salen éstas cantando que de nada le sirven a Cupido ni las flechas ni las alas, porque “el Desdén unas corta y otras quebranta”. Diana se siente halagada por la canción de sus Ninfas y las sigue cantando con ellas.
El Amor, que durante este tiempo ha estado acechando, va a disparar traicioneramente su flecha contra Diana, pero aparece y se interpone Júpiter que viene a proteger a Diana. El Amor amenaza con dispararle a él y Júpiter canta diciendo que va a perder la flecha, el Amor va a disparar pero el arco no le obedece. Júpiter canta diciendo que va a perder la flecha. El Amor va a disparar pero el arco no le obedece. Júpiter increpa al Amor diciéndole que es muy difícil vencerle, y le deja solo como desprecio. El Amor intenta seguirle para vengarse, pero sale Marte y lo detiene, cantando un recitativo en el que dialogan los. El Amor amenaza ahora con vengarse en él, y le dispara su flecha, pero Marte interpone su escudo y detiene la flecha que cae al suelo, y ufano de su triunfo se va cantando un Área. El Amor responde lamentándose de su suerte, pero finalmente se anima de nuevo y va a recoger la flecha. Entonces “sale Apolo y, adelantándose, coge el harpón y canta”, increpando también al Amor por su obstinación en vengarse. El Amor le responde orgulloso, pretextando que desarmado es muy fácil jactarse. Entonces Apolo le devuelve la flecha para que el Amor vea que no le tiene miedo. Este la recoge y va a dispararle, pero se rompe la cuerda del arco. Apolo desprecia al Amor y le manda huir, pero este, orgulloso, responde que aún le quedan las alas y que no se va huyendo, llama el Amor en su ayuda a Venus y sale de escena perseguido por Apolo.
Entra en escena Diana, que ha oído las voces de Apolo y piensa que seguramente ha descubierto al Amor y corre tras él. De pronto ve acercarse a alguien, y entra en escena el Amor asustado, gritando, y ve a Diana. Entablan un diálogo y el Amor dice a Diana que en ella se va a vengar de los tres, utilizando la flecha como puñal, ya que se le habría roto el arco. Luchando los dos y se hiere el Amor, triunfando Diana que llama a sus Ninfas y a los Dioses para darles cuenta de su triunfo y castigar al Amor desterrándolo del Mundo y encerrándole en una gruta, y con él al Momo. El Amor intenta hablar, pero no le dejan, y como insista, le encadenan y cogen los extremos de las cadenas Diana, Apolo, Marte y Júpiter. El Amor se lamenta; los zagales, antes sus parciales, ahora se ríen de él. Lo conducen a la gruta para encerrarlo, pero previamente pide el Amor que le dejen al menos quejarse y Diana le autoriza, entonando entonces el Amor un hermoso lamento al que van respondiendo todos, a solo y a cuatro voces. El Amor intenta todavía que le dejen libre, pero al final le encierran en la gruta mientras la música canta cele brando el triunfo de Diana. Una vez cerrada la gruta, con el Amor y el Momo dentro, Marte, Júpiter y Apolo ponen a los pies de Diana, como homenaje, su lanza, rayo y lira respectivamente, mientras los zagales y las ninfas gritan en su honor, cantando todos “que en el cóncavo profundo / de un risco logra el rigor, / ya que vino al Mundo Amor, / que SALGA EL AMOR DEL MUNDO”, con lo que termina la zarzuela.

## La música
En esta zarzuela hay un predominio de lo musical sobre lo visual. La parte musical tiene mayor, o al menos igual, importancia que la parte hablada y mayor importancia que la tramoya. Esta conclusión se extiende a las zarzuelas de la última década del siglo XVII, para establecer que a medida que acaba el siglo, la participación musical va cobrando mayor importancia e integrándose más en la acción dramática, igualando, si no superando, en importancia al aspecto visual y tramoyístico, que anteriormente habían sido los más importantes.
En las compañías madrileñas del teatro del momento hay un predominio de las voces femeninas y que éstas hacían sin ningún prejuicio papeles masculinos. Esto explica el que las voces sean de sopranos, contralto y tenor, sin que en toda la obra aparezca tesitura de bajo. La Música, o el Coro que interviene a lo largo de la obra, no era muy numeroso.
El baile representado y cantado, es una de las prácticas más habituales en el teatro musical español del siglo XVII, exigiendo de los intérpretes que bailen, canten y representen simultáneamente.
Los instrumentos musicales participantes eran: arpas, guitarras, violines, violones, clarines, trompetas, timbales, además de la Opera de Flandes que cuenta con vihuela de arco, vihuela de Amor… Los dos violines que aparecen en la partitura o que actúan en contraste con las voces, lo violines duplican las cuatro voces del coro. Esta práctica era muy común ya a finales del siglo XVII y sobre todo en el dieciocho.
Descripción de los números musicales
En la producción teatral de Sebastián Durón se experimenta una evolución marcada por la fuerte influencia italiana y sus preferencias por las sucesiones de arias y recitados.
La música de esta zarzuela respira teatralidad y, sobre todo, una audacia armónica y rítmica que nunca se permite este músico a tan gran escala en su música religiosa. Por otra parte, el sentimiento tonal está ya firmemente percibido. El Durón del Teatro es muy distinto del de la Iglesia.
1. Trasfiera en obsequios mil. Comienzo de la Loa. En Do mayor. A 4 voces, 3 violines, clarín y acompañamiento. Coro homofónico, con el convencional estilo festivo de las introducciones. Características más frecuentes: práctica del ritmo sincopado, de la hemiola, de las progresiones ascendentes y de las disonancias por medio de las notas de paso, que fueran el motivo de su polémica musical
2. Suspenda el aplauso. En Do mayor. Solo con violines, que van entrando y respondiéndose en imitaciones. Consta de estribillo y coplas, ambos en compás ternario. Además de las características aparecidas anteriormente, hay que añadir aquí el “titubeo melódico”, típico de nuestra música, aunque también se da en la italiana.
3. Amor: Yo, yo que soi. En Do mayor. Solo con acompañamiento. Tiene estribillo y coplas, ambos en ritmo ternario y con el típico tratamiento rítmico de nuestro músico, con profusión de la negra con puntillo seguida de corchea.
4. Carlos, tu mejoría. Sebastián Durón deja en esta zarzuela dos ejemplos de seguidillas expresamente indicados por él, además de darse la circunstancia de que coinciden con la forma literaria de la seguidilla. Hace cada frase musical coincidiendo con cada dos versos de la forma literaria y distribuyendo la frase musical en dos miembros, el primero rítmico y el segundo con valores más largos.
5. ¡Muera Cupido!. Si bemol mayor. A 4 y acompañamiento. Cambia completamente el carácter de la música en relación con la Loa. Coro homofónico.
6. Diana: Dorada luçiente esfera. En Re mayor. Aquí comienza la súplica de Diana para que acudan en su ayuda Apolo, Marte y Júpiter. Diana se dirige en primer lugar a Apolo. El continuo se comporta como una voz más y no solo como soporte armónico. La guitarra o mejor el arpa, sustituirían con acierto aquí al clave. Y al eco suave, es la respuesta del Olimpo. En el mismo tono de Re mayor, a cuatro voces, y el contraste de los tres violines y el continuo. Triunfante Solio, invocación a Marte, por parte de Diana, a la que responde de nuevo el Olimpo en un número que ha de ser muy brillante, con las voces duplicadas por instrumentos y el contraste del clarín y el timbal.
7. Y ia que en la selba. En Re mayor. Una vez que están en el Mundo, Apolo, Marte y Júpiter van preguntando a Diana qué es lo que quiere, alternativamente y uniendo sus voces al final de cada pregunta en un hermoso trío. Es uno de los números de mayor complejidad rítmica.
8. Tanto de Amor en ultraje. Es la respuesta de los tres dioses al largo parlamento de Diana en el que ésta ha intentado convencerlos para que la ayuden a echar al Amor del Mundo. Para que su confusión, son abundantes las hemiolias y el ritmo violento en un coro concebido homofónicamente.
9. Qué importa que airada deidad. En re menor. Es la danza que cantan los zagales y el Momo delante del Amor. Interviene el Momo cantando a solo y siendo respondido por el coro.
10. Amor. Sosieguen Sosieguen. En re menor. Es la más hermosa composición de toda la obra. Un precioso tono de lamento, acompañado al efecto por la vihuela de arco que va imitando la melodía, y por el continuo, mejor un archilaud.
11. El Sueño: Descanse el Amor. En re menor, 2 violines y acompañamiento. Prácticamente es una canción de cuna, por lo que su interpretación ha de ser pausada. Consta de estribillos y coplas, ambos en compás ternario.
12. Del Amor los arpones. En Fa mayor. Aparece expresamente la indicación de que son unas Seguidillas. En ellas cantan Diana, Apolo, Marte y Júpiter mientras le van rompiendo las flechas al Amor, que permanece dormido. Por lo reiterativa y pegadiza que es la melodía, debió estar de moda bastante tiempo. La reiteración se rompe al final.
13. Amor: ¿Qué orror, qué espanto? En Fa mayor. Es un hermoso recitado que inicia el Amor cuando se despierta alarmado por la caja y el clarín y ve que mientras dormía le han roto las flechas.
14. ¡Huie, huie, cobarde! En Fa mayor. Cuarteto solista al que responde la música. Estilo homofónico, se intercalan solos de Diana.
15. De cuantos yerros forjó. En Fa mayor. Coro a 4, de estilo homofónico. Gran complejidad rítmica con atrevidas modulacioones y de un gran efecto.
16. Amor: Temores, ¿qué ruido es éste? En Fa mayor. Coplas y estribillo. Solo de Amor y acompañamiento.
17. Gracioso: Biendo que el çeguezuelo. Fa mayor. Solo y acompañamiento. Tiene el carácter de un baile cantado.
18. Júpiter: Pues bibre la cuerda. El texto se refiere al diálogo entre Amor y Júpiter. Tiene estribillo y coplas.
19. Marte: ¿Dónde vas cobarde? Recitado en el que dialogan Marte y el Amor. Presenta el contraste entre la forma binaria y ternaria.
20. Apolo: ¡Eso no, cobarde! A solo y dos violines que intervienen cuando la voz calla. Es un número muy lírico y consta de estribillo y coplas.
21. Amor: ¡Ay de mí! La menor. Una vez que el Amor ha sido derrotado por Diana, pide que le dejen quejarse y canta este hermoso lamento al que va respondiendo la Música (el Coro) en unos fragmentos de extraordinaria calidad. Es una de las piezas más conseguidas de la zarzuela por su variedad y la dosificaciónde las intervenciones.
22. Todos y Música: En el cóncavo profundo. A 4, con los 3 violines, el clarín y el acompañamiento. Es la apoteosis final en que todos celebran la derrota del Amor. El coro vocal ha de ir duplicando instrumentalmente y también parece lógica la intervención de los timbales. Hay compases muy disonantes, pero la pieza es de un brillante efecto. Con ella termina la obra.

En general se observa una cierta diferencia entre la Segunda Jornada y la Primera. Parece como si en la Segunda, Sebastián Durón experimentase las fórmulas italianas: hay menos números a cuatro y abundan por el contrario los solos acompañados y, dentro de éstos, las alternancias entre compás binario y ternario que apenas encontramos en la Primera Jornada.